# ولنکنی
شهرستان ولنکنی (به انگلیسی: Velankanni) یک زیستگاه انسانی در هند است که در Nagapattinam district واقع شده‌است.

## خصوصیات
شهرستان ولنکنی ۵٫۵ کیلومترمربع مساحت و ۱۰٬۱۴۴ نفر جمعیت دارد و ۸۷٫۷۸ متر بالاتر از سطح دریا واقع شده‌است.